# Me and Mr. Johnson
A Me and Mr. Johnson a brit gitáros-énekes dalszerző Eric Clapton 2004-ben kiadott stúdióalbuma. Az album 2004. március 24-én jelent meg. A lemez tisztelgés a legendás blues gitáros-énekes Robert Johnson előtt. Eric Clapton úgy ír önéletrajzi könyvében az album születéséről, hogy nem állt rendelkezésre annyi szám egy saját albumhoz, hogy azt egyben felvegyék, így az üres időben Robert Johnson számokat játszottak fel a stúdióban – bár eredetileg nem olyan szándékkal, hogy kiadják. Végül az összegyűlt anyagot albumként jelentették meg.

## Az album dalai
Az összes szám szerzője Robert Johnson. 
| 1.  | When You Got a Good Friend             | 3:20 |
| 2.  | Little Queen of Spades                 | 4:57 |
| 3.  | They're Red Hot                        | 3:25 |
| 4.  | Me and the Devil Blues                 | 2:56 |
| 5.  | Traveling Riverside Blues              | 4:31 |
| 6.  | Last Fair Deal Gone Down               | 2:35 |
| 7.  | Stop Breakin' Down Blues               | 2:30 |
| 8.  | Milkcow's Calf Blues                   | 3:18 |
| 9.  | Kind Hearted Woman Blues               | 4:06 |
| 10. | Come on in My Kitchen                  | 3:35 |
| 11. | If I Had Possession Over Judgement Day | 3:27 |
| 12. | Love in Vain                           | 4:02 |
| 13. | 32-20 Blues                            | 2:58 |
| 14. | Hell Hound on My Trail                 | 3:51 |

## Sessions for Robert J
A 2004-es év végén a Me and Mr. Johnson albumhoz kapcsolódó társprojekt keretében jelent meg a Sessions for Robert J című CD és DVD. A felvételek nagyobb része turnépróbákon London mellett, a checkendoni Hookend Recording Studióban, a texasi Irvine-ban a Las Colonas stúdióban, illetve Dallasban készült – köztük öt olyan dal is szerepel, ami a Me and Mr. Johnson-on nem. Néhány dalt duettben játszik Clapton és Doyle Bramhall II akusztikus gitáron – ezeket a felvételeket Dallasban az 508 Park Avenue-n, egy raktárépületben készítették, pontosan ott, ahol Robert Johnson is rögzítette 1937-ben az eredeti dalokat. A dalok között – interjú keretében –  Clapton elmondja, hogy Robert  Johnson milyen mély hatással volt rá és mennyire befolyásolta zenei fejlődését – ezeket a felvételeket egy szállodában vették fel Los Angelesben.

### Számlista
| Sessions for Robert J. (CD) | Sessions for Robert J. (CD)              | Sessions for Robert J. (CD) | Sessions for Robert J. (CD) | Sessions for Robert J. (CD) | Sessions for Robert J. (CD) | Sessions for Robert J. (CD) | Sessions for Robert J. (CD) | Sessions for Robert J. (CD) | Sessions for Robert J. (CD) |
| #                           | Cím                                      | Hossz                       |                             |                             |                             |                             |                             |                             |                             |
| --------------------------- | ---------------------------------------- | --------------------------- | --------------------------- | --------------------------- | --------------------------- | --------------------------- | --------------------------- | --------------------------- | --------------------------- |
| 1.                          | Sweet Home Chicago                       | 5:17                        |                             |                             |                             |                             |                             |                             |                             |
| 2.                          | Milkcow's Calf Blues                     | 3:49                        |                             |                             |                             |                             |                             |                             |                             |
| 3.                          | Terraplane Blues                         | 3:36                        |                             |                             |                             |                             |                             |                             |                             |
| 4.                          | If I Had a Possession Over Judgement Day | 3:23                        |                             |                             |                             |                             |                             |                             |                             |
| 5.                          | Stop Breakin' Down Blues                 | 2:56                        |                             |                             |                             |                             |                             |                             |                             |
| 6.                          | Little Queen of Spades                   | 5:27                        |                             |                             |                             |                             |                             |                             |                             |
| 7.                          | Traveling Riverside Blues                | 4:26                        |                             |                             |                             |                             |                             |                             |                             |
| 8.                          | Me and the Devil Blues                   | 2:50                        |                             |                             |                             |                             |                             |                             |                             |
| 9.                          | From Four Until Late                     | 3:01                        |                             |                             |                             |                             |                             |                             |                             |
| 10.                         | Kind Hearted Woman Blues                 | 5:39                        |                             |                             |                             |                             |                             |                             |                             |
| 11.                         | Ramblin' on My Mind                      | 2:42                        |                             |                             |                             |                             |                             |                             |                             |
| 49:31                       |                                          |                             |                             |                             |                             |                             |                             |                             |                             |

| 1.  | Kind Hearted Woman Blues                        |  |
| 2.  | They're Red Hot                                 |  |
| 3.  | Hell Hound on My Trail                          |  |
| 4.  | Sweet Home Chicago                              |  |
| 5.  | When You Got a Good Friend                      |  |
| 6.  | Milkcow's Calf Blues                            |  |
| 7.  | If I Had Posession Over Judgement Day           |  |
| 8.  | Stop Breakin' Down Blues                        |  |
| 9.  | Terraplane Blues                                |  |
| 10. | Hell Hound on My Trail                          |  |
| 11. | Me and the Devil Blues                          |  |
| 12. | From Four Until Late                            |  |
| 13. | Love in Vain                                    |  |
| 14. | Ramblin' on My Mind                             |  |
| 15. | Stones in My Passway                            |  |
| 16. | Love in Vain (alternatív változat)              |  |
| 17. | Little Queen of Spades (bónusz)                 |  |
| 18. | Traveling Riverside Blues (bónusz)              |  |
| 19. | Behind the scenes (A kulisszák mögött) (bónusz) |  |

## Közreműködők
- Eric Clapton – gitár, slide gitár, ének, producer
- Doyle Bramhall II – gitár, slide gitár
- Simon Climie – producer
- Lee Dickson – gitártechnikus
- Nathan East – basszusgitár
- Andy Fairweather-Low – gitár
- Steve Gadd  – dob
- Jim Keltner – dob a Traveling Riverside Blues című számban
- Pino Palladino – basszusgitár a Traveling Riverside Blues című számban
- Jerry Portnoy – szájharmonika
- Billy Preston – Hammond-orgona
- Chris Stainton - zongora

## Fordítás
Ez a szócikk részben vagy egészben  a   Me and Mr. Johnson című angol Wikipédia-szócikk ezen változatának fordításán alapul.  Az eredeti cikk szerkesztőit annak laptörténete sorolja fel. Ez a jelzés csupán a megfogalmazás eredetét és a szerzői jogokat jelzi, nem szolgál a cikkben szereplő információk forrásmegjelöléseként.